# Evan Thomas Jones
Evan Thomas Jones (* 7. Mai 1850 in Leeds; † 3. März 1904 ebenda; auch E. T. Jones genannt) war ein britischer Schwimmer.

## Karriere
Jones wurde als einer der besten Langstreckenschwimmer weltweit im späten 19. Jahrhundert gesehen. So soll unter anderem Matthew Webb ihn als schnellsten Schwimmer, den er je gesehen hat, bezeichnet haben. Zwischen 1874 und 1877 gewann der Schwimmer verschiedene britische Meisterschaften. 1881 gewann er gegen Willie Beckwith über 500 Yards und wurde zum britischen Amateurmeister gekürt. 1900 nahm er im Alter von 50 Jahren an den Olympischen Spielen in Paris teil. Im Wettbewerb über 4000 m Freistil erreichte der Brite das Ziel nicht. Zu Zeiten der Spiele war er bereits ein Jahr als Schwimmtrainer tätig.